# Okres Nowy Sącz
Okres Nowy Sącz (polsky Powiat nowosądecki) je okres v polském Malopolském vojvodství. Rozlohu má 1550,24 km² a v roce 2020 v něm žilo 217 071 obyvatel. Sídlem správy okresu je město Nowy Sącz, které však není jeho součástí, ale tvoří samostatný městský okres.

## Gminy
Městské:
- Grybów

Městsko-vesnické:
- Krynica-Zdrój
- Muszyna
- Piwniczna-Zdrój
- Stary Sącz

Vesnické:
- Chełmiec
- Gródek nad Dunajcem
- Grybów
- Kamionka Wielka
- Korzenna
- Łabowa
- Łącko
- Łososina Dolna
- Nawojowa
- Podegrodzie
- Rytro

## Města
- Grybów
- Krynica-Zdrój
- Muszyna
- Piwniczna-Zdrój
- Stary Sącz

## Sousední okresy
| Růžice kompasu | Limanowa        | Brzesko | Tarnów  | Růžice kompasu |
| Růžice kompasu |                 | Sever   | Gorlice | Růžice kompasu |
| Růžice kompasu | Okres Nowy Sącz |         | Gorlice | Růžice kompasu |
| Růžice kompasu | Jih             |         | Gorlice | Růžice kompasu |
| Růžice kompasu | Nowy Targ       |         |         | Růžice kompasu |